# إيزابيلا بيتشر هووكر
إيزابيلا بيتشر هووكر (بالإنجليزية: Isabella Beecher Hooker)‏ هي ناشطة حق المرأة بالتصويت ‏ أمريكية، ولدت في 22 فبراير 1822 في ليتشفيلد في الولايات المتحدة، وتوفيت في 25 يناير 1907 في هارتفورد في الولايات المتحدة.

## النشأة
ولدت إيزابيلا هولمز بيتشير في ليتشفيلد في كونيكتيكت، وكانت الولد الخامس والابنة الثانية لهارييت بورتر والكاهن ليمان بيتشير، وعندما دُعي والدها إلى أبرشية جديدة انتقلت العائلة إلى بوسطن ثم إلى سينسيناتي، حيث ساعدت أختها في معهد كاثارين الغربي للإناث، وقد أُغلق المعهد الغربي للإناث خلال أزمة 1837، وحدث ذلك بعد وفاة أم إيزابيلا هارييت، من ثم عادت في عمر 15 سنة إلى كونيكتيكت من أجل قضاء سنة دراسية إضافية في ثانوية هارتفورد للإناث، التي كانت أول مدرسة تؤسّسها أختها كاثرين، لكنها لم تشاركها في ذلك.
التقت جون هوكر خلال دراستها في هارتفورد، وكان محاميًا يافعًا من عائلة كبيرة في كونيكتيكت، وتزوجا في عام 1841، وقضت إيزابيلا معظم وقتها خلال الخمس والعشرين سنة التالية في تربية أطفالهما الثلاثة، اتخذ جون موقفًا إصلاحيًا قبل الزواج بوقت قصير، وأعلن عن تأييده لفكرة القضاء على العنصرية، لم توافق إيزابيلا على اهتمام زوجها الجديد مباشرة لكنها غيرت رأيها تدريجيًا وأصبحت ضد العبودية.
كانت إيزابيلا خلال خمسينيات القرن التاسع عشر مؤيدة للقضاء على العنصرية، لكن نشاطها الأساسي كان الأمومة، وقد أثّر ولعها بالحياة العائلية بفلسفة أختها كاثرين.
انتقلت عائلة هوكر إلى هارتفورد في عام 1853 واشتريا مع فرانسيس وإليزابيث غيليت أرضًا شكّلت أساسات ما أصبح لاحقًا يُعرف بتجمع نوك فارم الأدبي.

## نشاطها

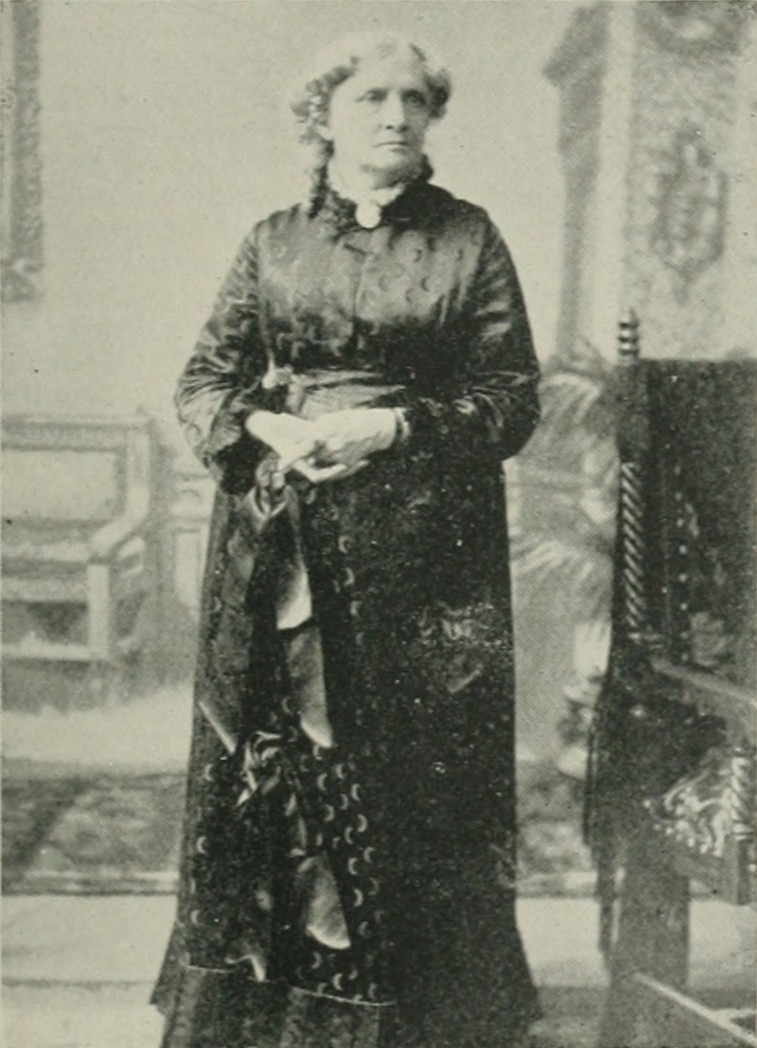
إيزابيلا بيتشر هووكر

بعد الحرب الأهلية خاطرت إيزابيلا بحذر بالمشاركة بالحركة النسوية بمساعدتها لنشر ورقة بعنوان «رسالة أم لابنتها عن السماح للنساء بالاقتراع» التي اعتمدت فكرتها على أهمية رفع المستوى الأخلاقي للسياسة، والاستفادة من حكمة الأمهات في الشؤون الحكومية.
حضرت إيزابيلا في البداية بعض معاهدات حقوق المرأة في نيويورك وبوسطن، وشاركت في تأسيس جمعية إنكلترا الجديدة لحقوق المرأة في الاقتراع، من ثم أوضحت مقاصدها لأصدقائها وجيرانها في هارتفورد عبر تأسيس جمعية كونيكتيكت للمرأة والمجتمع لدراسة العلوم السياسية  وأتبعت ذلك بكتابة عريضة للجمعية العامة لكونيكتيكت، وكتبت وقدمت بمساعدة زوجها مشروع قانون يعطي النساء المتزوجات حقوقهن المشروعة، وقد رُفض مشروع القانون لكنها أعادت تقديمه كل سنة حتى صدرت الموافقة عليه في عام 1877.
وخلال العام 1870 تحوّل كامل اهتمامها باتجاه حركة منح المرأة حق الاقتراع وسافرت في أرجاء الغرب الأوسط في أول جولة ترويجية لها، وكانت هذه أول جولة من بين العديد من الجولات بهدف التحضير لمؤتمر واشنطن لحقوق المرأة في الاقتراع، الذي ركز على الاقتراع بشكل عام وليس على حقوق المرأة فقط، فقد ظنّت إيزابيلا بأنه عندما يتركّز المؤتمر حول قضية واحدة فستتمكن من إعادة توحيد الحركة النسوية المنقسمة.
أعدّت إيزابيلا برنامج العمل بوصفها الوضع من وجهة نظرها، بأنه بما أن الدستور أعطى المرأة حق المواطنة فيعني ذلك ضمنًا وجوب إعطائها حق الاقتراع، وضع هذا المؤتمر حركة النسوية على أبواب المجلس التشريعي، فقد استجاب المجلس التشريعي للناشطات النسويات بالاستماع لأول مرة.
قادت فيكتوريا وودهول العرض التقديمي إلى اللجنة القضائية من ثم تبعها عرض إيزابيلا، وقدّمت كلتاهما حججًا هامة في المؤتمر.
حافظت إيزابيلا على حججها دستورية لمعظم سبعينيات القرن التاسع عشر، واستخدمتها في العديد من المرات التي تكلمت فيها أمام اللجنة القضائية لمجلس النواب.
آمنت إيزابيلا بحججها بشكل غير كامل، لأنها علمت بأنه من الصعب جدًا الحصول على تعديل دستوري، على أي حال رفض معظم رجال المجلس التشريعي فكرة حق المرأة في الاقتراع، وأكدوا بأن المجلس لا يستطيع أن يتدخل في جدارة الناخب، لكن إيزابيلا شعرت بقوة بأن النساء يستطعن تقنيًا التصويت مسبقًا بحسب الدستور، وحاولت هي وناشطات أخريات الاقتراع في انتخابات 1872، ففي حين نجحت سوسان أنتوني؛ اعتُقلت إيزابيلا لأنها لم تستطع اختراق الأمن في مكتب التصويت.
في منتصف ثمانينيات القرن التاسع عشر كان يستند دفاع إيزابيلا إلى الفكرة الشائعة بأنه يجب السماح للمرأة بالتصويت من أجل الحفاظ على كرامة السياسة، وقد انجرفت إيزابيلا باستراتيجياتها فقامت بحملات لدعم حقوق المرأة بشكل عام بدلًا من التركيز على حقها في الاقتراع فقط، وخلال عام 1887 تحدّثت إيزابيلا عن ضرورة وجود دور أكبر للمرأة في المجتمع بما في ذلك وجود ضابطات شرطة إناث، وأهمية فوائد ذلك من عدة نواحٍ، واستطردت وقامت بحملة لإصلاح قسم الشرطة في مدينة نيويورك بدلًا من إعادة تنظيمه فقط بشكل جعلت فيه المشرف العام أنثى، لذلك سخرت منها جريدتا نيويورك وورلد وشيكاغو تريبيون.
في نفس الوقت الذي كانت فيه جريدتا نيويورك وورلد وشيكاغو تريبيون تسخران من إيزابيلا، كانت تتمع بمكانة على مستوى وطني بحيث كان يُبلّغ عن جولاتها بشكل منتظم، كما كانت تتمتع باحترام كبير في هارتفورد ونشرت لها جريدة هارتفورد كورانت محاضراتها في جميع أنحاء البلاد ومواضيع مما طرحته أمام المجلس التشريعي، بالرغم من وجود العديد من العواقب في طريق رحلاتها لكنها استطاعت تجاوزها ومواصلة دعوتها في المحكمة.
بحلول نهاية القرن التاسع عشر أصبحت جولاتها أقل تواترًا، لكنها حافظت على نشاطها من خلال كتابة الرسائل، وعرضها السنوي لمشروع قانون الاقتراع على الجمعية العامة في ولاية كونيتيكت، وظهرت للمرة الأخيرة أمام المجلس التشريعي في عام 1893 حيث أقنعت العديد من أعضاء مجلس الشيوخ بالمصادقة على اقتراح لاقتراع محدود،  وكان آخر ظهور لإيزابيلا أمام الجمعية العامة من أجل تقديم مشروع قانون الاقتراع عام 1901.

## موتها
عندما كانت إيزابيلا بيتشير هوكر عند شقيقتها هاربيت بيتشير ستو توفيت هاربيت في منزلها في هارتفورد عام 1896، ثم أصيبت هوكر بجلطة دماغية سبّبت عجزها في 13 يناير عام 1907، وتوفيت بعد 12 يومًا، بالرغم من أنها توفيت قبل أكثر من عقد من المصادقة على التعديل التاسع عشر، لكن مشاركتها في الحركة النسوية ساهمت في تحولها من مجموعة هامشية إلى مجموعة ذات تأثير هام ومُحترم، وكان لها دور هام في نجاحها عام 1920، وساهمت إيزابيلا في ولايتها (كونيكتيكت) في دعم دعوة حقوق ملكية المرأة التي دخلت حيز التنفيذ في عام 1877.

## وصلات خارجية
- إيزابيلا بيتشر هووكر على موقع الموسوعة البريطانية (الإنجليزية)